# Laynce Nix
Pour les articles homonymes, voir Nix.
Laynce Michael Nix, né le 30 octobre 1980 à Houston (Texas) aux États-Unis, est un joueur de champ extérieur au baseball. Il évolue depuis 2003 en Ligue majeure et est présentement agent libre.
Il est le frère aîné de Jayson Nix, un joueur de champ intérieur des Ligues majeures.

## Carrière
Laynce Nix est drafté en 4e ronde par les Rangers du Texas en 2000. Il fait ses débuts dans les majeures avec cette équipe le 10 juillet 2003 et frappe pour une moyenne au bâton de,255 en 53 parties cette année-là, avec huit coups de circuit et 30 points produits.
À sa première saison complète en 2004 avec les Rangers, il affiche des sommets personnels de 92 coups sûrs, 58 points marqués et 46 points produits, un dernier total qu'il égalera en 2009.
Il joue pour Texas jusqu'en 2006, alors qu'il passe aux Brewers de Milwaukee dans une transaction fin juillet, peu avant la date limite des échanges. Nix s'aligne avec les Brewers jusqu'en 2008, mais ne joue qu'un total de 30 parties avec le club, passant la majorité du temps en ligues mineures avec les Sounds de Nashville et les Stars de Huntsville, obtenant peu de rappels du grand club.
Devenu joueur autonome, Nix signe un contrat des ligues mineures avec les Reds de Cincinnati le 15 décembre 2008 et obtient une invitation au camp d'entraînement du printemps suivant. Il passe la saison 2009 dans les majeures et dispute 116 parties avec les Reds. Sa moyenne au bâton s'élève à ,231 et il égale son record personnel de 46 points produits. Il frappe également 15 circuits et réussit 26 doubles, ses plus hauts totaux à ce jour.
Il obtient des Reds un nouveau contrat d'une année pour la saison 2010. Il maintient une moyenne au bâton de,291 comme réserviste dans 97 parties des Reds. En novembre 2010, il devient agent libre. Le 3 février 2011, il accepte un contrat des ligues mineures avec les Nationals de Washington. Il réussit un nouveau sommet personnel de 16 coups de circuit, et il produit 44 points à sa seule saison à Washington.
Le 8 décembre 2011, Nix signe un contrat de 2,5 millions de dollars pour deux saisons avec les Phillies de Philadelphie. Il est libéré par Philadelphie en août 2013, après un peu plus d'une saison et demie avec le club.
Laynce Nix frappe et lance de la gauche.